# Tom Vanhoudt
Tom Vanhoudt (* 28. Juli 1972 in Diest) ist ein ehemaliger belgischer Tennisspieler.

## Leben
Vanhoudt nahm 1989 am Juniorenturnier von Wimbledon teil. Im Einzel scheiterte er in der ersten Runde, im Doppel erreichte er an der Seite seines Landsmanns Filip Dewulf die zweite Runde. Im Jahr darauf nahm er erneut in der Juniorenkonkurrenz des Turniers teil, schied jedoch sowohl im Einzel als auch im Doppel in der ersten Runde aus. 1991 wurde er Tennisprofi, wobei er seine Karriereerfolge allesamt im Herrendoppel hatte. Zwischen 1992 und 2005 errang er an der Seite wechselnder Partner 27 Doppeltitel auf der ATP Challenger Tour. Seinen größten Erfolg auf der ATP World Tour feierte er 1993 beim Turnier in Umag, seinem einzigen ATP-Karrieretitel. Die höchste Notierung in der Tennis-Weltrangliste erreichte er 1996 mit Position 203 im Einzel sowie 2001 mit Position 36 im Doppel.
Im Einzel konnte er sich nie für eines der Grand-Slam-Turniere qualifizieren. In der Doppelkonkurrenz erreichte er jeweils das Viertelfinale der Australian Open und von Wimbledon. In der Mixed-Konkurrenz stand er zwei Mal im Achtelfinale von Wimbledon.
Vanhoudt spielte zwischen 1991 und 2002 neun Doppelpartien für die belgische Davis-Cup-Mannschaft. Seine Bilanz war 4 Siege bei 5 Niederlagen.

## Erfolge
| Legende                       |
| Grand Slam                    |
| Tennis Masters Cup            |
| ATP Masters Series            |
| ATP International Series Gold |
| ATP International Series (1)  |
| ATP Challenger Tour (27)      |

### Doppel

#### Turniersiege

##### ATP Tour
| Nr. | Datum           | Turnier | Belag | Partner      | Finalgegner                 | Ergebnis |
| --- | --------------- | ------- | ----- | ------------ | --------------------------- | -------- |
| 1.  | 23. August 1993 | Umag    | Sand  | Filip Dewulf | Jordi Arrese Francisco Roig | 6:4, 7:5 |

##### Challenger Tour
| Nr. | Datum              | Turnier          | Belag   | Partner            | Finalgegner                          | Ergebnis        |
| --- | ------------------ | ---------------- | ------- | ------------------ | ------------------------------------ | --------------- |
| 1.  | 12. August 1992    | Genf             | Sand    | Filip Dewulf       | Alfonso Mora Marcelo Rebolledo       | 6:3, 6:2        |
| 2.  | 14. September 1992 | Casablanca       | Sand    | Filip Dewulf       | Karol Kučera Andrei Merinow          | 7:5, 6:3        |
| 3.  | 16. August 1993    | Graz (1)         | Sand    | Filip Dewulf       | Jordi Arrese Francisco Roig          | 6:7, 6:2, 6:3   |
| 4.  | 13. September 1993 | Budapest (1)     | Sand    | Filip Dewulf       | Stefano Pescosolido Massimo Valeri   | 7:5, 6:3        |
| 5.  | 20. Mai 1996       | Budapest (2)     | Sand    | Nuno Marques       | Eyal Ran Laurence Tieleman           | 6:4, 6:1        |
| 6.  | 27. Mai 1996       | Stettin          | Sand    | Fernon Wibier      | Emanuel Couto Nuno Marques           | 6:1, 6:1        |
| 7.  | 23. September 1996 | Sevilla          | Sand    | Ola Kristiansson   | Fabio Maggi Juan Antonio Marín       | 6:0, 6:7, 6:1   |
| 8.  | 31. März 1997      | Barletta (1)     | Sand    | Nuno Marques       | Alberto Martín Albert Portas         | 6:3, 6:4        |
| 9.  | 7. April 1997      | Neapel           | Sand    | Aleksandar Kitinov | Tomás Carbonell Francisco Roig       | 7:6, 6:4        |
| 10. | 19. Mai 1997       | Budapest (3)     | Sand    | Nuno Marques       | Aleksandar Kitinov Greg Van Emburgh  | 2:6, 6:4, 6:3   |
| 11. | 30. Juni 1997      | Ulm              | Sand    | Kris Goossens      | Petr Luxa Petr Pála                  | 6:3, 6:0        |
| 12. | 14. Juli 1997      | Scheveningen (1) | Sand    | Álex Calatrava     | Raemon Sluiter Peter Wessels         | 6:7, 6:2, 7:6   |
| 13. | 21. Juli 1997      | Ostende          | Sand    | Kris Goossens      | Tarik Benhabiles Julien Boutter      | 3:6, 6:4, 6:0   |
| 14. | 11. August 1997    | Graz (2)         | Sand    | Lucas Arnold Ker   | Alberto Martín Albert Portas         | 6:1, 6:2        |
| 15. | 8. Februar 1999    | Lucknow          | Rasen   | Nuno Marques       | Marcos Ondruska Andrew Richardson    | 6:4, 5:7, 6:1   |
| 16. | 3. Mai 1999        | Ljubljana        | Sand    | Massimo Valeri     | Eduardo Nicolás Germán Puentes       | 7:68, 6:4       |
| 17. | 12. Juli 1999      | Graz (3)         | Sand    | Nuno Marques       | Albert Portas Germán Puentes         | 6:2, 6:2        |
| 18. | 19. Juli 1999      | Scheveningen (2) | Sand    | Eyal Ran           | James Greenhalgh Paul Rosner         | 6:4, 6:4        |
| 19. | 13. Mai 2002       | Zagreb (1)       | Sand    | Dick Norman        | Jordan Kerr Grant Silcock            | 6:3, 4:6, 6:3   |
| 20. | 28. Oktober 2002   | Aachen           | Teppich | Jim Thomas         | Thomas Shimada Takao Suzuki          | 6:74, 7:64, 6:3 |
| 21. | 4. August 2003     | San Marino (1)   | Sand    | Massimo Bertolini  | Federico Browne Dominik Hrbatý       | 7:5, 6:73, 6:2  |
| 22. | 22. März 2004      | Saint-Brieuc     | Sand    | Christophe Rochus  | David Škoch Jiří Vaněk               | 6:0, 6:1        |
| 23. | 19. April 2004     | Bermuda          | Sand    | Jordan Kerr        | Ashley Fisher Stephen Huss           | 4:6, 6:4, 7:66  |
| 24. | 26. Juli 2004      | San Marino (2)   | Sand    | Massimo Bertolini  | Adrián García Álex López Morón       | 6:2, 6:4        |
| 25. | 21. März 2005      | Barletta (2)     | Sand    | Kristof Vliegen    | Lukáš Dlouhý Juri Schtschukin        | 6:4, 5:7, 7:5   |
| 26. | 16. Mai 2005       | Zagreb (2)       | Sand    | Gabriel Trifu      | Enzo Artoni Martín Vassallo Argüello | 6:2, 4:6, 7:5   |
| 27. | 27. Juni 2005      | Biella           | Sand    | Gabriel Trifu      | Carlos Berlocq Ricardo Mello         | 6:4, 4:6, 6:4   |

#### Finalteilnahmen
| Nr. | Datum           | Turnier | Belag   | Partner         | Finalgegner                  | Ergebnis   |
| --- | --------------- | ------- | ------- | --------------- | ---------------------------- | ---------- |
| 1.  | 29. Januar 2001 | Mailand | Teppich | Johan Landsberg | Paul Haarhuis Sjeng Schalken | 6:75, 6:74 |